# بوينغ إكس ايه تي-15

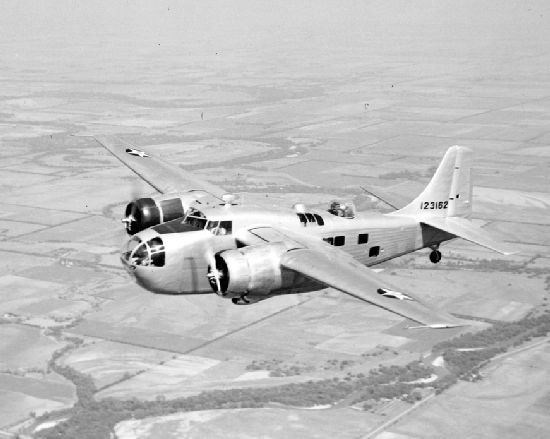
'ايه تي-15'
الغرض: تدريب طاقم إلقاء القنابل
المنشأ الأصلي: الولايات المتحدة
المُصنع: بوينغ ويتشيتا
أول طيران: 1942
المستخدم الأساسي: القوات الجوية الأمريكية
العدد المنتج: 2

كانت طائرة بوينغ ايه تي -15قاذفة قنابل أمريكية تدريبية تحتوي على محركين، صُممت بواسطة شركة بوينغ قسم ويتشيتا. تم إنتاج نموذجين منها فقط، و ألغيت خطط لإنتاج ألف نموذج منها قبيل دخول الولايات المتحدة الحرب العالمية الثانية.

أُقترح اسم  صانع الطاقم للطائرة لكن لم يتم الموافقة عليه رسميا.

## التطوير
من المشاريع الأولى لشركة الطائرات السابقة ستيرمان، و التي أصبحت فيما بعد قسم ويتشيتا لشركة بوينغ، طائرة تدريب قاذفة للقنابل تحتوي على محركين.

حددت الشركة الطائرة إكس-120، و طلبت القوات الجوية الأمريكية نسختين مثل إكس ايه  تي-15.
كات طائرة ايه تي-15 أحادية مستوى الأجنحة، لها جناحين كبيرين، و مزودة بمحرك ترددي نصف قطري طراز برات آند ويتني آر-1340.
كما كان لها عجلة عند الذيل للمساعدة في هبوط الطائرة على الأرض، و احتوت على مكان إضافي في جسم الطائرة للمتدرب على إلقاء القنابل.
نتيجة لقلة توافر المواد، بُنيت الطائرة من أنابيب صلب ملحومة، مغطاه بالخشب الرقائقئ، مع أجنحة من الخشب والذيل.

سُلمت الطائرتين إلى القوات الجوية الأمريكية، لكن بعد دخول الولايات المتحدة الحرب العالمية الثانية، حدث تغيير في الأولويات أدى إلى عدم إنتاج أكثر من  1000 طائرة.

## المشغل
- الولايات المتحدة
- القوات الجوية الأمريكية

## مواصفات (إكس ايه  تي-15)

### مواصفات عامة
- الطول: 42 قدم و 4 بوصة (12.9 متر)
- مدى الجناح: 59 قدم و 8 بوصة (18.19 متر)
- مساحة الجناح: 457 قدم مربع (42.46 متر مربع)
- الوزن الفارغ: 10640 رطل (4826 كغم)
- الوزن الكلي: 14355 رطل (6511 كغم)
- المحرك: عدد 2 محرك مكبسي نصف قطري، طراز برات آند ويتني أر-1340، قدرة كل محرك منهما 600 حصان(447 كيلو واط)

### الأداء
- السرعة القصوى: 207 ميل في الساعة (333 كم/ساعة)
- المدى: 850 ميل (1368 كم)
- أقصى إرتفاع: 18900 قدم (5760 متر)

### التسليح
- مدفع رشاش 4 في 0.3 بوصة (7.62 مم)
- قنبلة 45 كغم[3]

## وصلات خارجية
- Aerofiles